# Râul Epureni, Elan
Râul Epureni sau Râul Iepureni este un curs de apă, afluent al râului Elan. 